# Radějov (okres Hodonín)
Radějov (v místním nářečí Radijov, německy Radiow) je obec v okrese Hodonín v Jihomoravském kraji, 5 km jihovýchodně od Strážnice, v podhůří Bílých Karpat u potoka Radějovka. Žije zde 854 obyvatel.

## Geografie
- nejvyšší bod: Veselka 495 m n. m.
- nejnižší bod: tok Radějovky 225 m n. m.
- Sousedními obcemi sídla jsou Strážnice, Sudoměřice, Tvarožná Lhota a Skalica.

## Historie
Radějov je původně staroslovanská osada. Nejstarší dochovaná písemná zmínka je z roku 1412. V roce 1417 bylo uděleno obci horenské právo panem Petrem z Kravař. Na obecní pečeti z roku 1667 jsou vyobrazeny symboly vinařství. Později došlo k zániku vinařství, které bylo nahrazeno pěstováním modrých peckovin a dalšího ovoce.
V roce 1850 příslušela obec do okresu Strážnice, od 1869 do okr. Hodonín, od 1950 do okr. Veselí nad Moravou a od 1960 do okr. Hodonín.

## Zajímavosti
Dominantou obce je novorománský kostel sv. Cyrila a Metoděje, projektován 1908 a vysvěcen 1912.
Další dominantou je ocelová konstrukce rozhledny Travičná mezi obcemi Radějov a Tvarožná Lhota, ke které vede Oskorušová stezka.
Obec je vstupní branou do biosférické rezervace UNESCO. V katastru obce je také obora a přírodní rezervace Kútky.

## Galerie

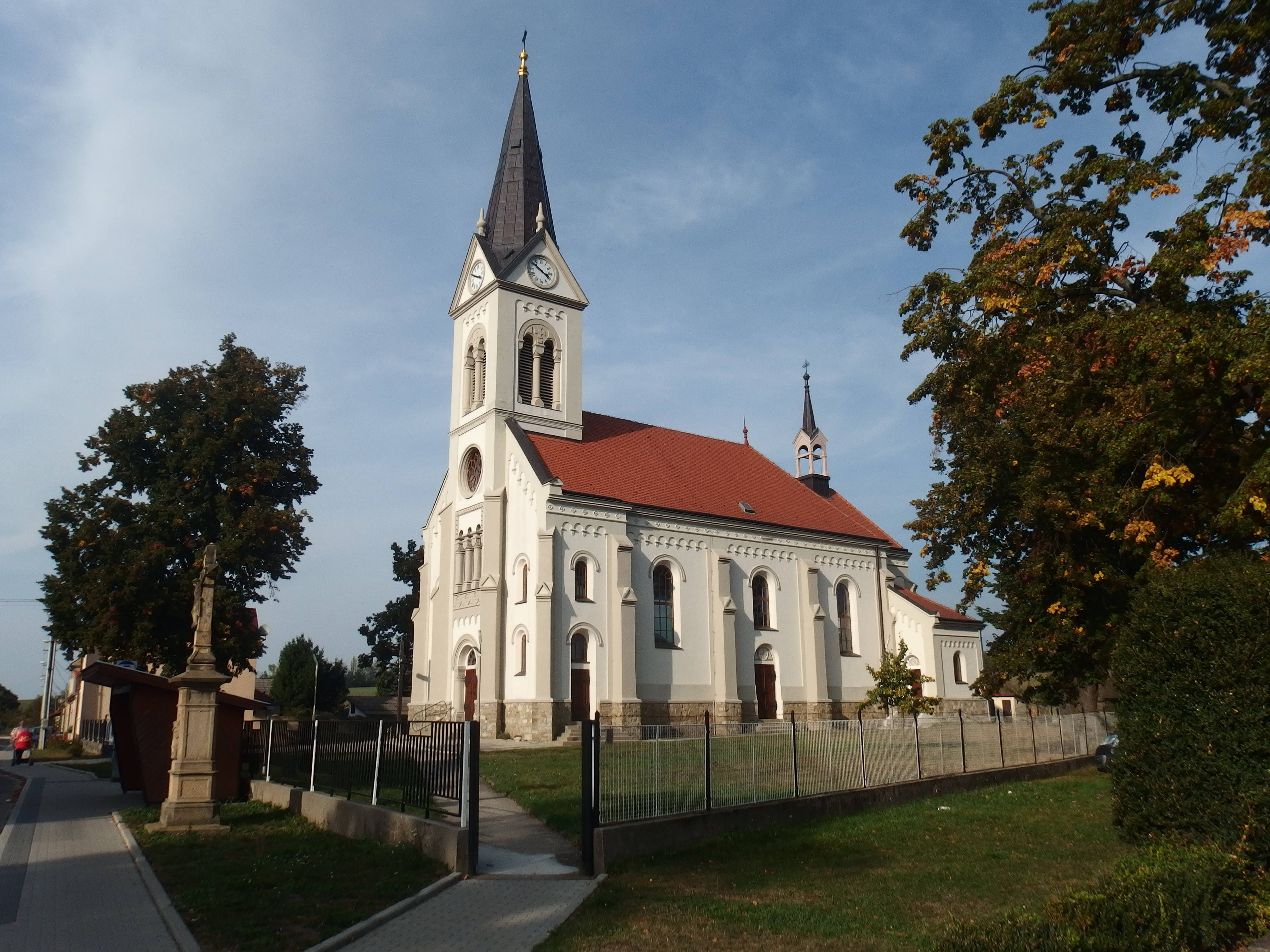
Kostel svatých Cyrila a Metoděje
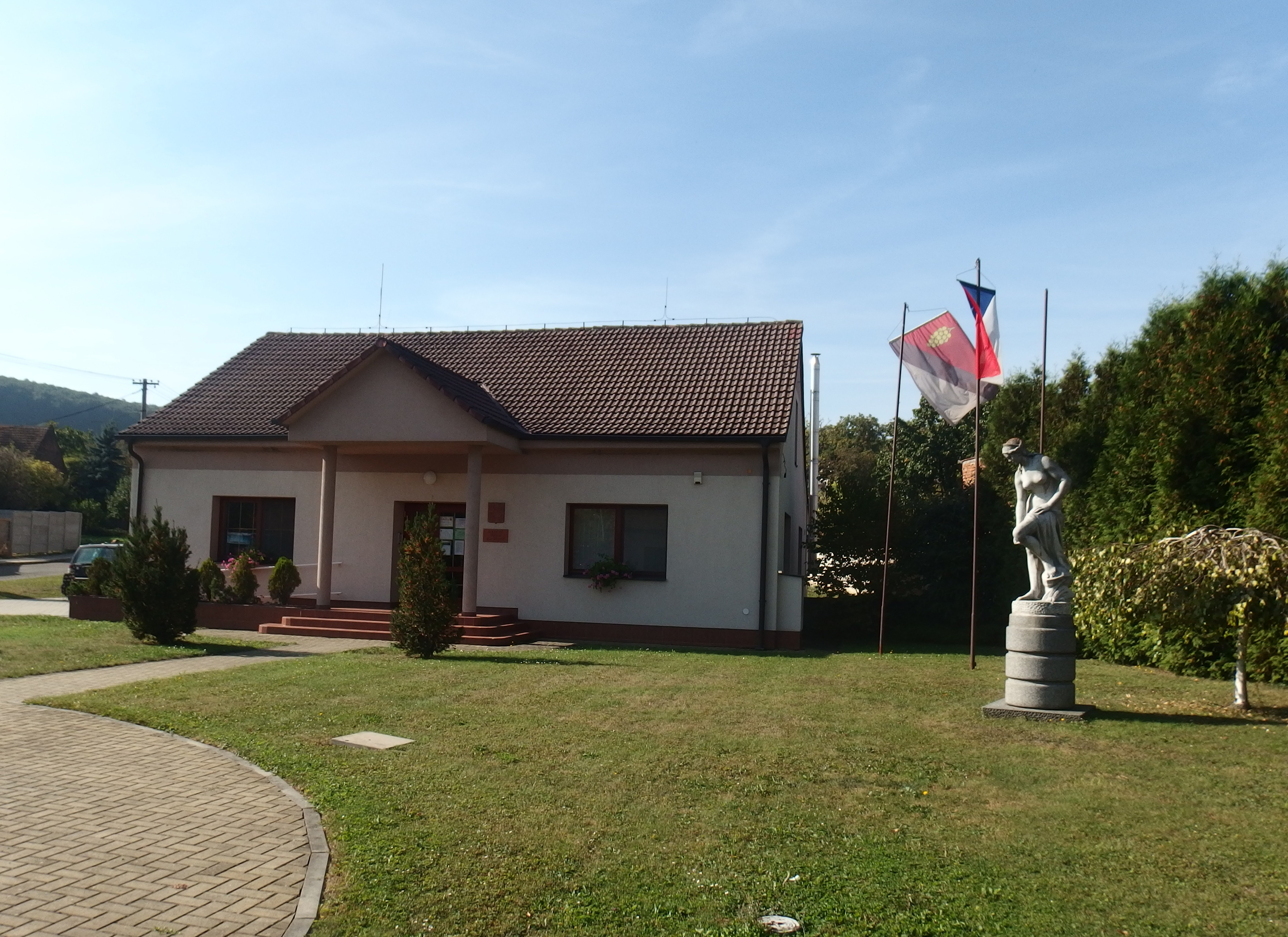
Obecní úřad
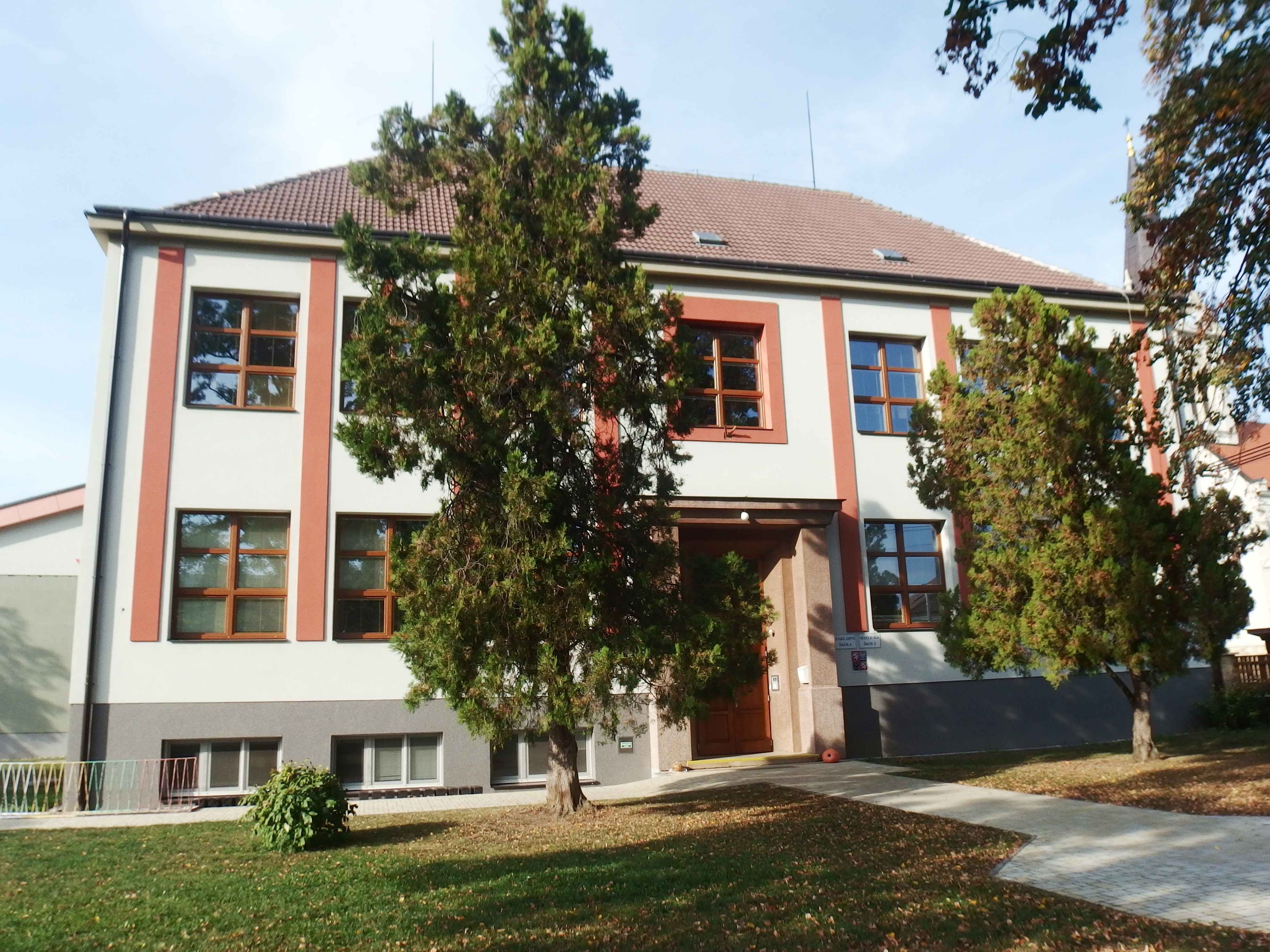
Základní škola
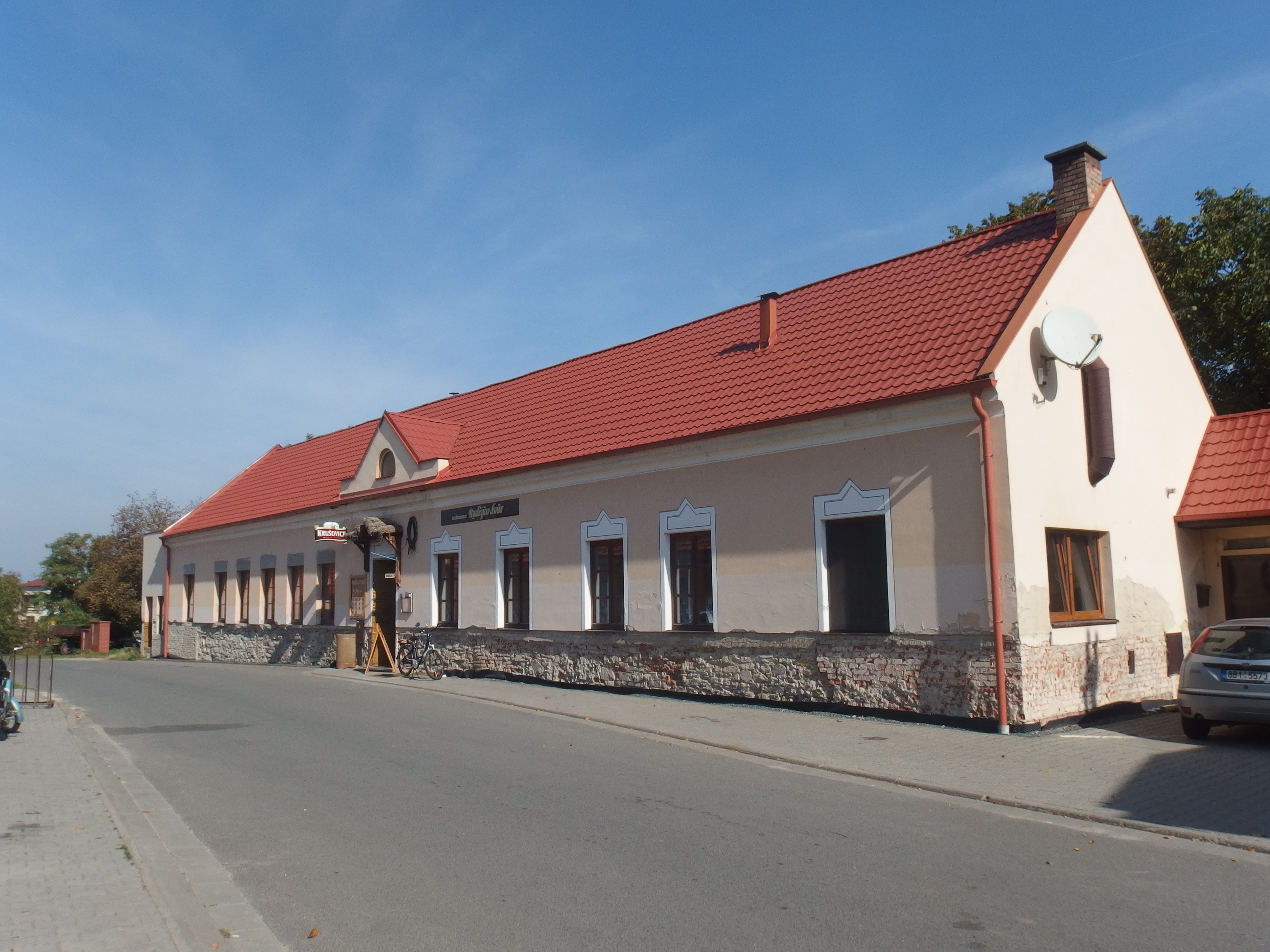
Restaurace Radějův dvůr
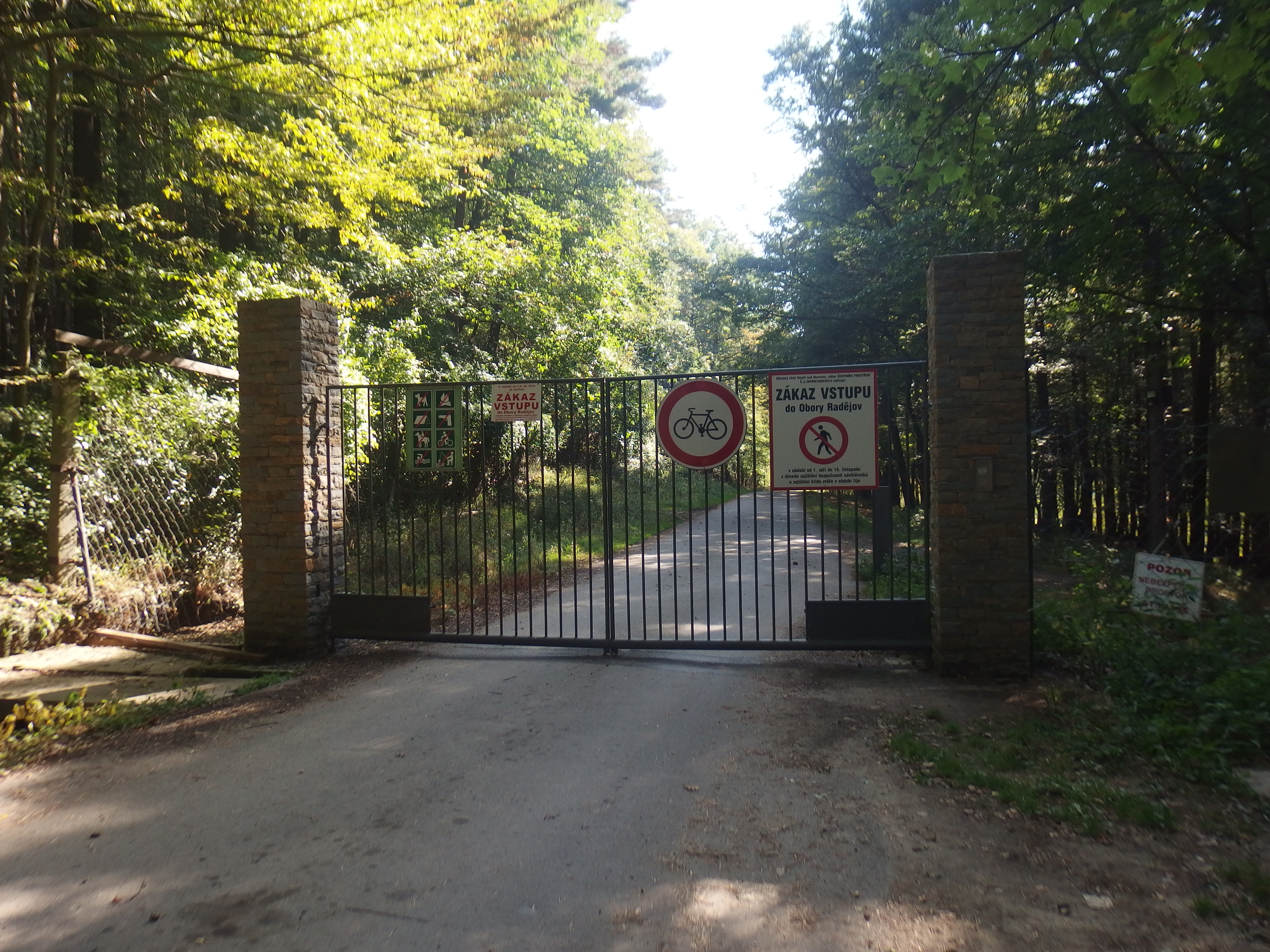
Vstup do obory